# Anax piraticus
Anax piraticus är en trollsländeart som beskrevs av Kennedy 1934. Anax piraticus ingår i släktet Anax och familjen mosaiktrollsländor. Inga underarter finns listade i Catalogue of Life.